# Masdevallia infracta
Masdevallia infracta är en orkidéart som beskrevs av John Lindley. Masdevallia infracta ingår i släktet Masdevallia och familjen orkidéer. Inga underarter finns listade i Catalogue of Life.

## Bildgalleri

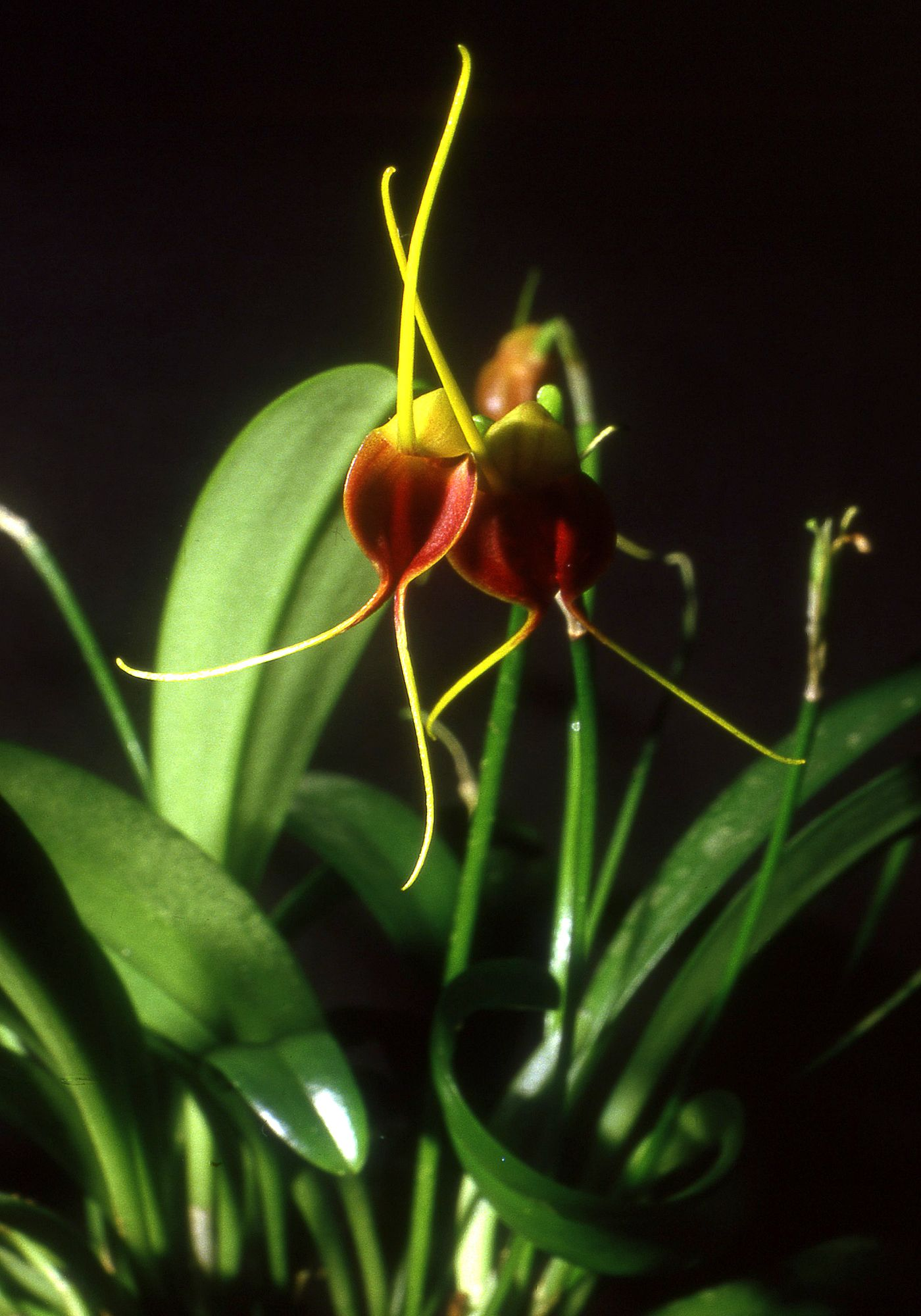
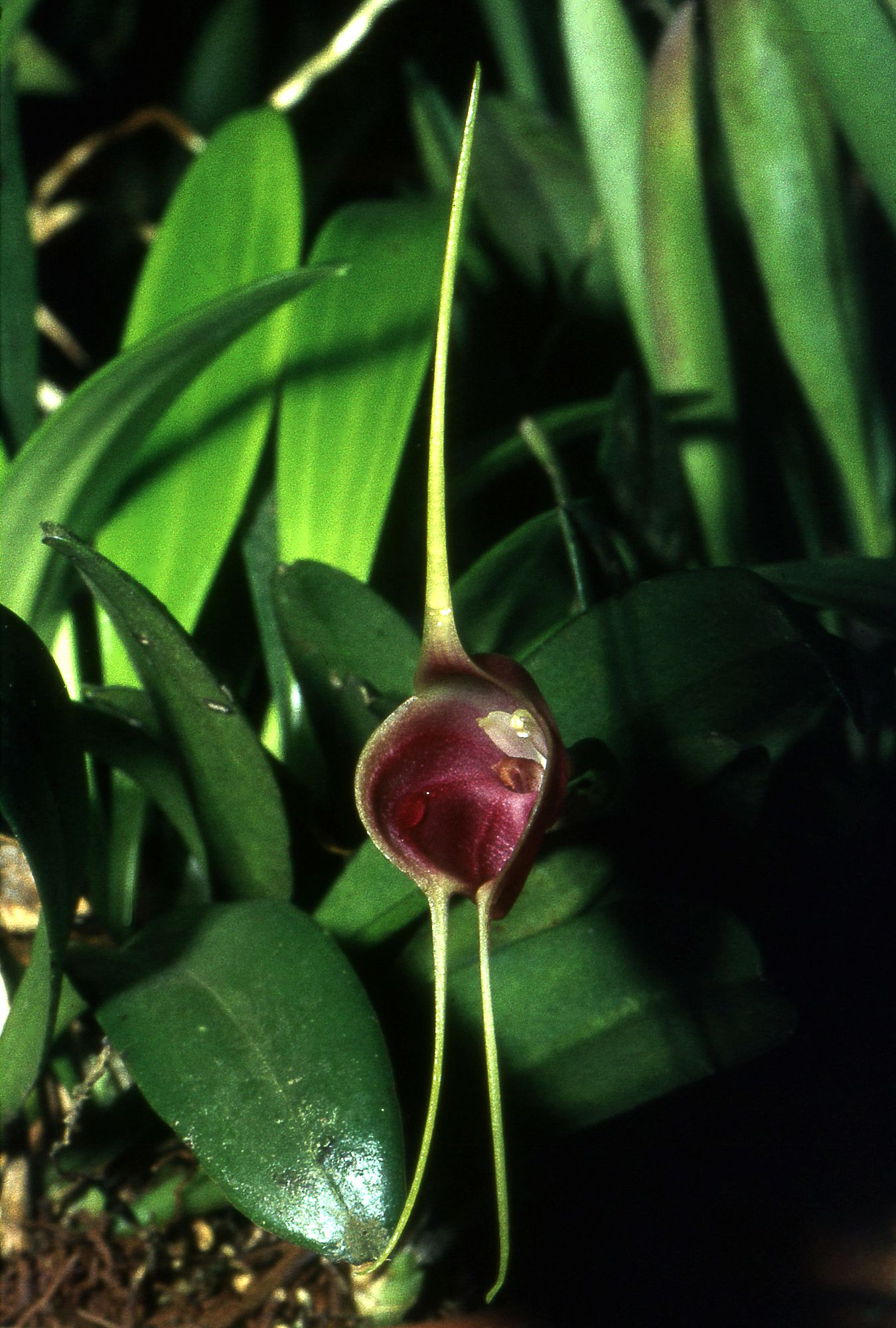
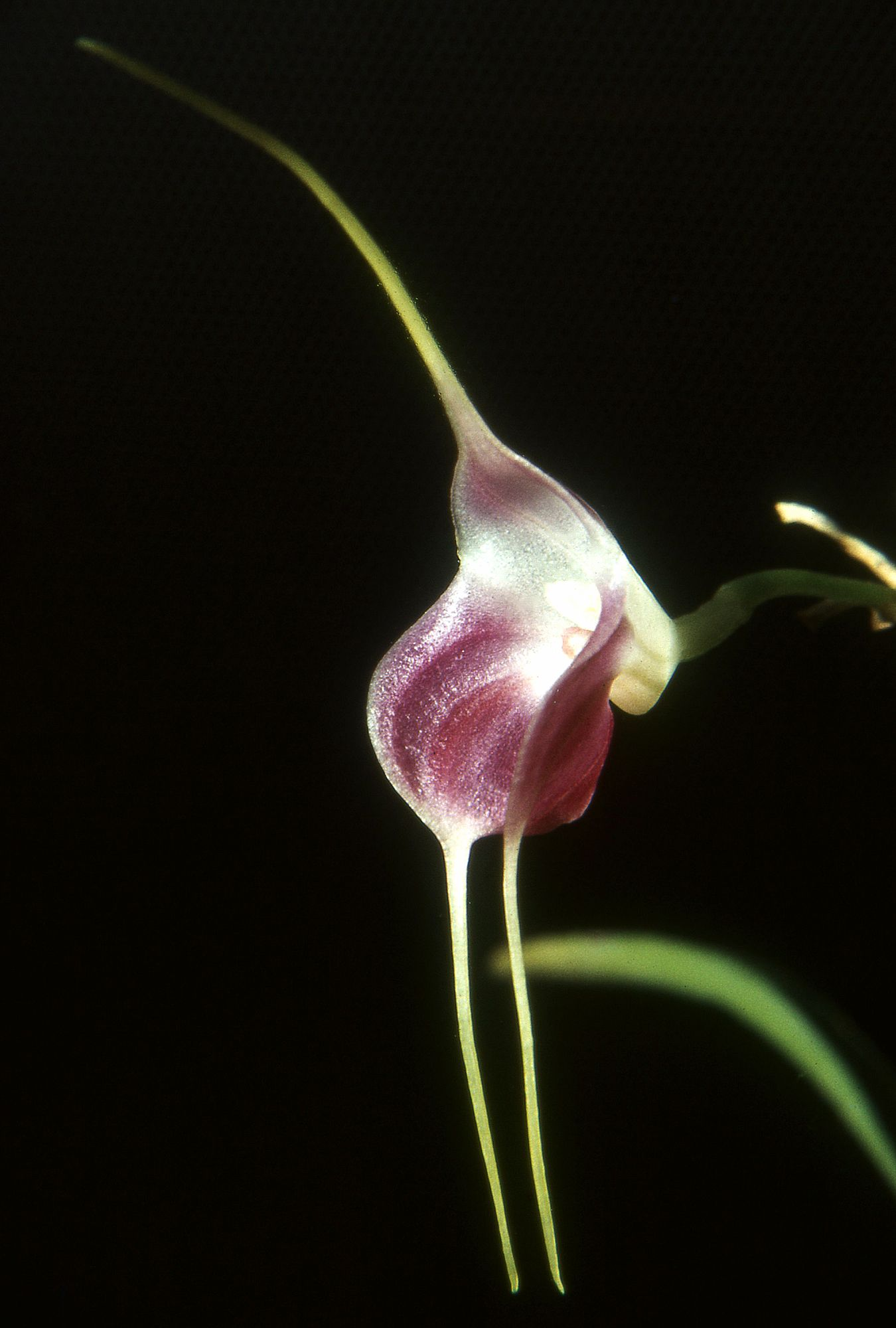
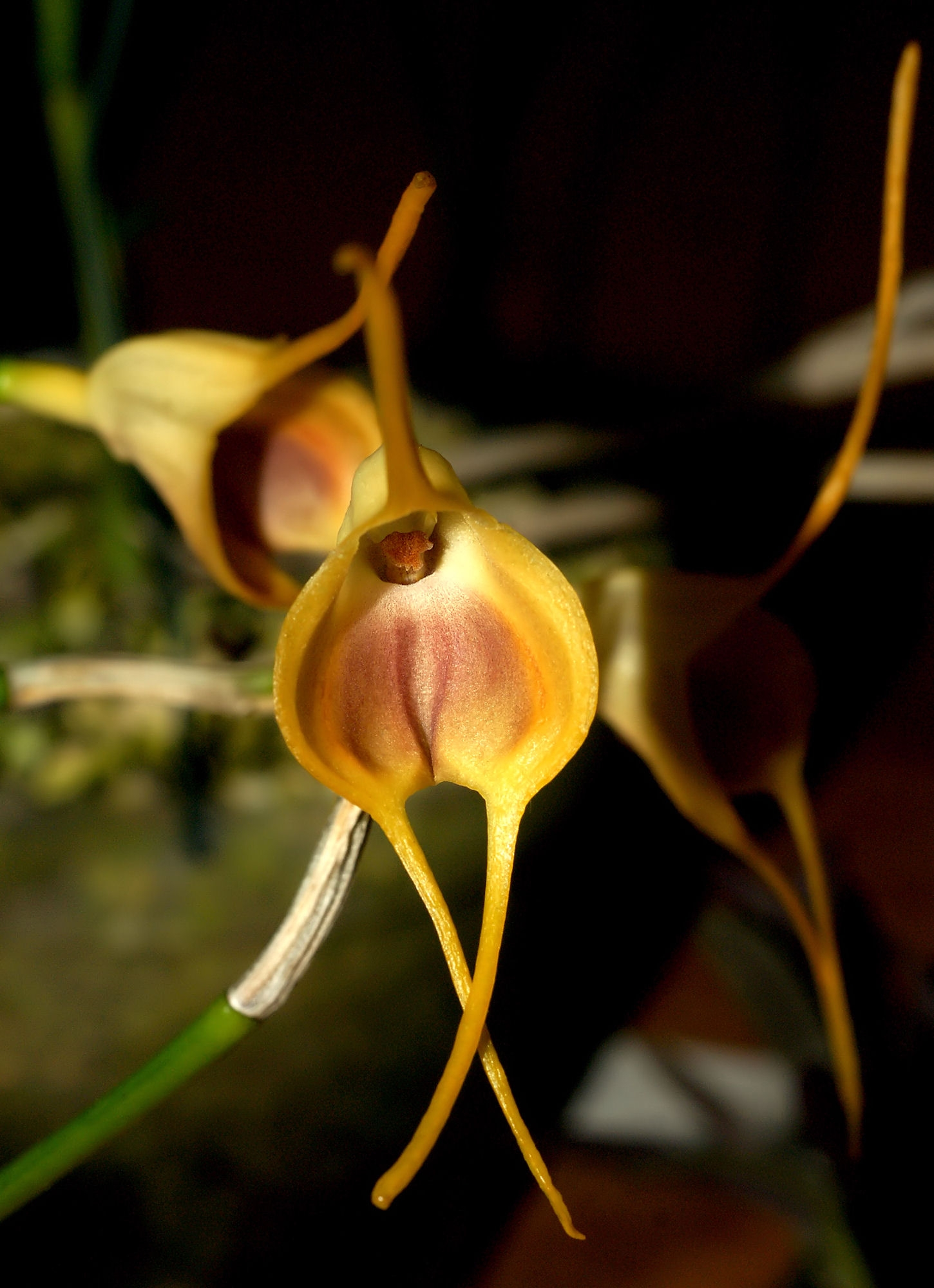
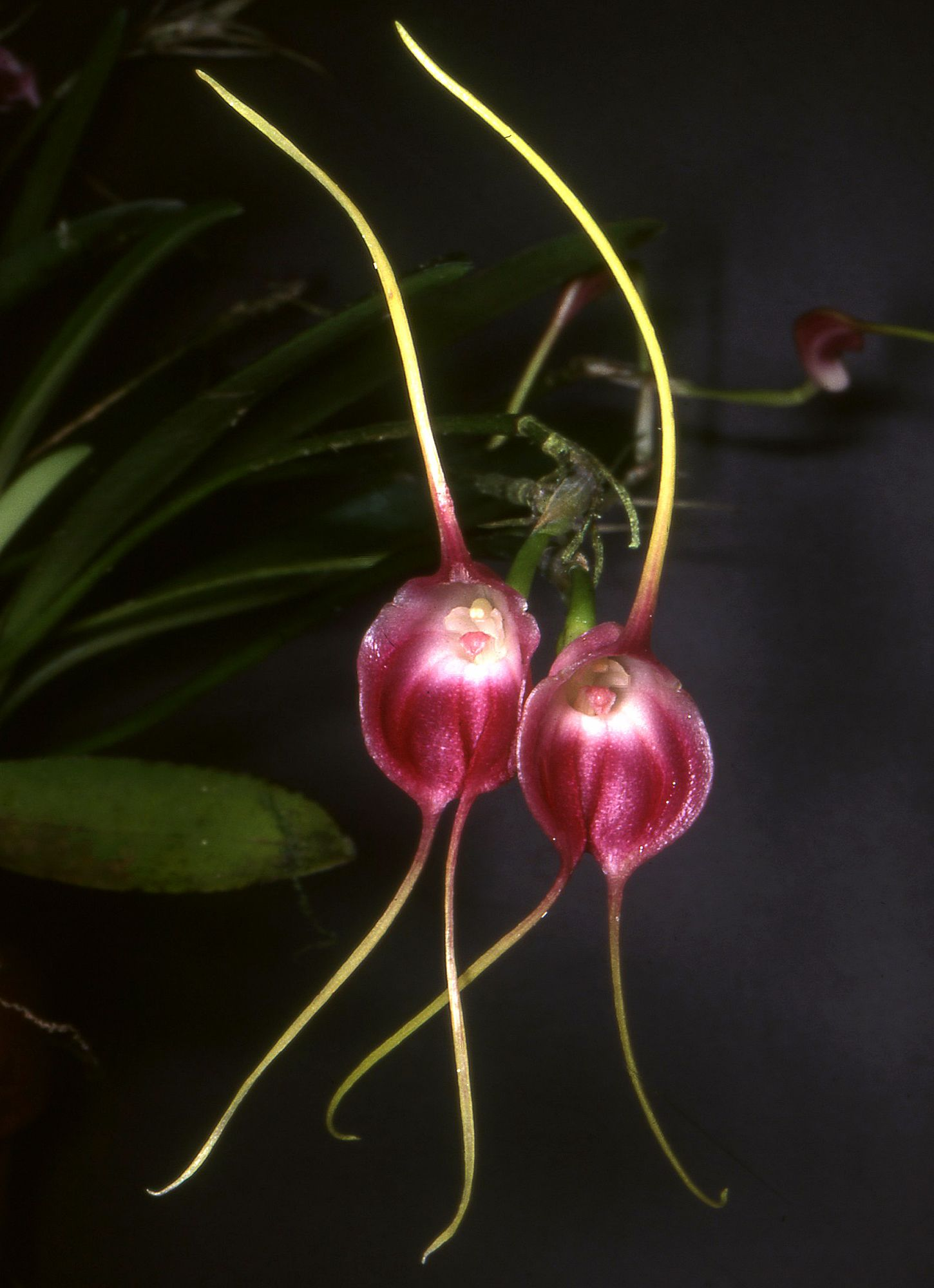
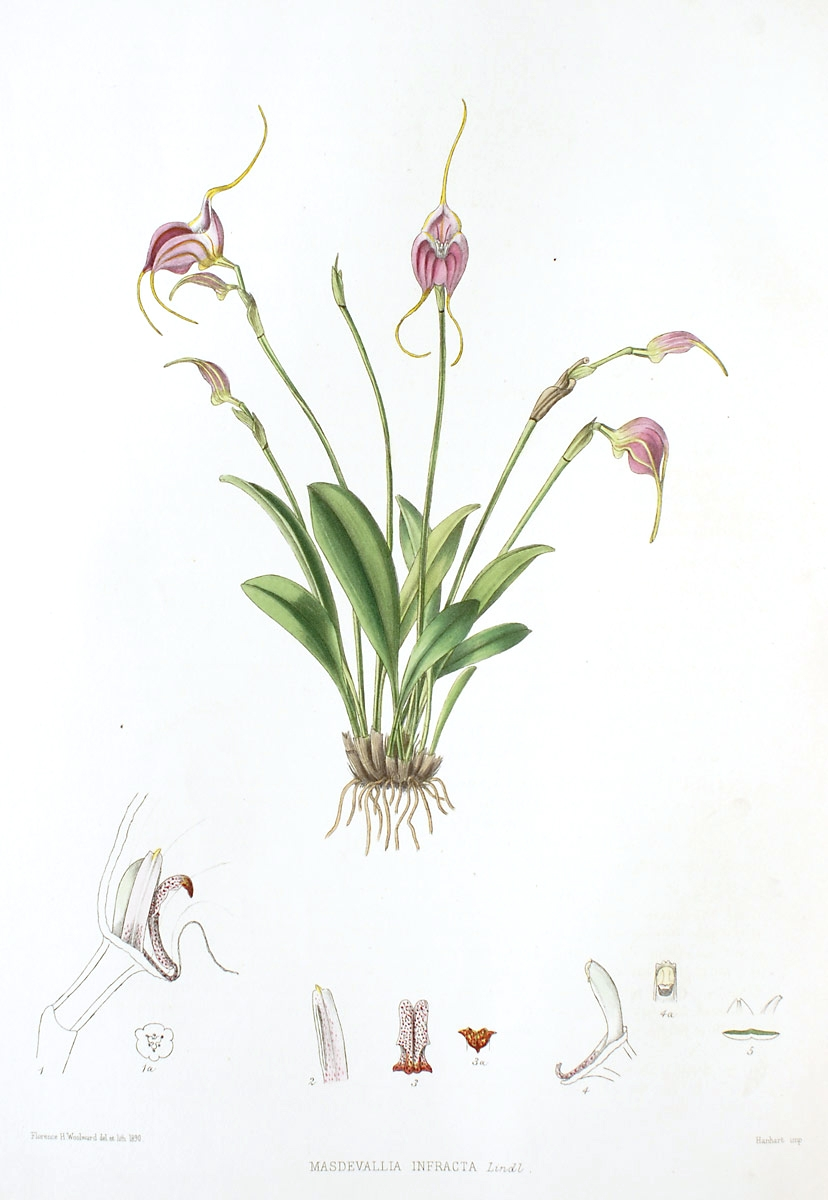